# Seich
Seich település Franciaországban, Hautes-Pyrénées megyében. Lakosainak száma 88 fő (2022. január 1.). Seich Bize, Générest, Montégut, Nistos és Sacoué községekkel határos.

## Népesség
A település népessége az elmúlt években az alábbi módon változott:
| Lakosok száma | 78   | 89   | 92   | 89   | 87   | 86   | 86   | 86   | 88   |
|               | 2013 | 2015 | 2016 | 2017 | 2018 | 2019 | 2020 | 2021 | 2022 |